# Кожедуб, Святослав Дмитриевич
Святосла́в Дми́триевич Кожеду́б (род. 22 мая 2002, Костанай) — российский футболист, вингер «Родины». Мастер спорта России (2024).

## Клубная карьера
Футболом начал заниматься в родном Костанае в 5-летнем возрасте у тренера Игоря Щербины, куда пошёл по стопам отца и старшего брата. В 9-летнем возрасте перешёл в академию костанайского «Тобола», где занимался до 14 лет. В 2016 году в составе команды «Тобола» 2002 года рождения стал лучшим бомбардиром молодёжного первенства Казахстана, забив 25 мячей. В 14 лет поехал на просмотр в российскую Академию имени Коноплёва, куда его сразу взяли, но остаться не получилось из-за гражданства, Кожедуб не мог принимать участия в официальных играх. Год ушёл на получение российского гражданства, после чего он перебрался в Тольятти, где и жил до 16 лет. В апреле 2017 года в Москве проходил футбольный турнир, на котором Кожедуба заметили селекционеры московского «Спартака» и пригласили в свою академию.
С лета 2019 года начал привлекаться в молодёжную команду «Спартака». Дебютировал 12 июля 2019 года в матче 1-го тура молодёжного первенства против «Сочи» (0:3). 19 июля 2019 года в матче 2-го тура молодёжного первенства против «Ростова» (3:1) на 89-й минуте забил свой первый мяч за команду. Всего в сезоне 2019/20 провёл в молодёжном первенстве 21 матч и забил 5 мячей.
Летом 2020 года был переведён в фарм-клуб «Спартак-2». 1 августа 2020 года в матче 1-го тура первенства ФНЛ против «Чертаново» (2:1) дебютировал за команду, выйдя в стартовом составе. 19 сентября в матче 10-го тура против «Велеса» (2:1) на 4-й минуте забил свой первый мяч. В сезоне 2020/21 провёл 18 матчей и забил два мяча.
За основной состав «Спартака» дебютировал 21 октября 2020 года в матче 3-го тура группового этапа Кубка России против «Енисея» (0:1), выйдя на 84-й минуте матча вместо Дмитрия Маркитесова.
8 февраля 2021 года перешёл на правах аренды в «Валмиеру» из высшей лиги Латвии до конца сезона 2021. Дебютировал 19 апреля 2021 года в матче 5-го тура против юрмальского «Спартака» (2:0), выйдя на замену на 78-й минуте матча. Первый мяч за «Валмиеру» забил 14 мая 2021 года в матче 12-го тура чемпионата Латвии против «Вентспилса» (2:0). Всего за латвийский клуб провёл 5 матчей и забил 1 мяч. 1 июля 2021 года вернулся в «Спартак-2».
17 января 2022 года заключил контракт с тольяттинским «Акроном». Дебютировал за клуб 2 апреля 2022 года в матче 30-го тура первого дивизиона ФНЛ против «Краснодара-2» (1:0). Первый мяч за «Акрон» забил 2 ноября 2022 года в матче Кубка России против «Пересвета» (5:0). Всего за клуб во всех турнирах провёл восемь матчей и забил один мяч.
9 января 2023 года перешёл в песчанокопскую «Чайку», заключив контракт до 30 июня 2025 года. Дебютировал за клуб 11 марта 2023 года в матче 19-го тура Второй лиги против ростовского СКА (0:0), выйдя в стартовом составе и проведя на поле весь матч. Первый мяч за «Чайку» забил 24 марта 2023 года в матче 21-го тура Второй лиги против «Ессентуков» на 65-й минуте встречи. Всего за клуб провёл 39 матчей и забил шесть мячей.
5 сентября 2024 года покинул «Чайку» и перешёл в «Родину».

## Карьера в сборной
Мог выступать за сборные Казахстана, но так как ни разу в них не вызывался, Кожедуб сделал выбор в пользу России. В августе 2017 года был впервые вызван Дмитрием Хомухой в сборную России до 16 лет, за которую провёл 4 матча. В ноябре 2019 года под руководством Хомухи провёл три матча и забил один мяч за сборную России до 18 лет.

## Личная жизнь
Отец и старший брат также играли в футбол, но на профессиональном уровне не выступали.